# Cowboy (Film)
Cowboy ist ein US-amerikanischer Western von Regisseur Delmer Daves aus dem Jahre 1958 mit Glenn Ford und Jack Lemmon in den Hauptrollen. Der Film basiert auf dem autobiografischen Buch Scenes from the life of a cowboy von Frank Harris.  Seine Premiere feierte der Film  am 7. Januar 1958 in Oklahoma City. In die deutschen Kinos kam der Streifen am 18. Juni 1958.

## Handlung
Der in Chicago arbeitende Hotelangestellte Frank Harris träumt vom wagemutigen Leben als Cowboy. Als der reiche Großgrundbesitzer Vidal in dem Hotel absteigt, verliebt sich Harris, gegen den Willen ihres Vaters in dessen Tochter Maria. Bevor Vidal mit Maria das Hotel verlässt, verkauft er eine Rinderherde an den Viehtreiber Tom Reece, der mit seinen Leuten ebenfalls im Hotel abgestiegenen ist. Nachdem Reece sein Geld für den Erwerb der Herde beim Pokerspiel verloren hat, wittert Harris seine Chance. Im Gegenzug für seine Ersparnisse bietet er Reece eine Partnerschaft an und hofft somit nicht nur auf Erfahrung als Cowboy, sondern auch Maria wiederzusehen.
Reece und seine Männer begeben sich widerwillig und ohne ihre Abneigung gegen das Greenhorn zu verstecken auf den Weg nach Mexiko. Während der Reise muss, Harris feststellen, dass das Leben als Cowboy deutlich härter als in seinen romantischen Vorstellungen ist. Da Harris trotzdem nicht aufgibt, fängt Reece an ihm gegenüber Respekt aufzubauen.
Als die Männer Vidals Ranch erreichen muss Harris erfahren, dass Maria in der Zwischenzeit Don Arriega geheiratet hat. Als Arriega von der Schwärmerei des Greenhorns für seine Frau erfährt, fordert er Harris am Vorabend der Abreise zu einer Mutprobe an einem Stier heraus. Durch Reece Eingreifen wird Harris zwar bloßgestellt, bleibt aber unverletzt. Auf dem Treck zurück nach Chicago wird Harris mit jeder zurückgelegten Meile mürrischer. Bei einem Angriff der Comanchen verlieren die Cowboys einen Teil der Rinder und Reece wird angeschossen. Der unerfahrene Harris übernimmt daraufhin die Leitung vom Treck und treibt die Männer rücksichtslos an.
Als Harris bei der Verladung der Rinder einen Fehler begeht und in dem überfüllten Viehwagen fast niedergetrampelt wird, rettet Reece ihm erneut das Leben. Nun erkennt Harris die wahre Freundschaft, die Feier über den erfolgreichen Abschluss wird in Harris ehemaligem Hotel abgehalten.

## Rezeption
Cinema lobte „… den erfrischend ehrlichen Blick auf den sonst so oft verklärten Wilden Westen“.
Der Filmdienst betitelte den Film als „Spannende Western-Unterhaltung mit parodistischen Elementen.“

## Auszeichnungen
Bei der Oscar-Verleihung 1959 war der Film in der Kategorie „Bester Schnitt“ nominiert.
Bei den  DGA Awards wurde Delmer Daves für die „Beste Spielfilmregie“ nominiert.

## Synchronisation
Die deutsche Synchronfassung entstand 1958 bei der Ultra-Film in Berlin unter der Dialogregie von Conrad von Molo, der auch das Dialogbuch verfasste.
| Rolle          | Darsteller            | Synchronsprecher  |
| -------------- | --------------------- | ----------------- |
| Tom Reece      | Glenn Ford            | Wolfgang Kieling  |
| Frank Harris   | Jack Lemmon           | Harald Juhnke     |
| Alcaide        | Frank DeKova          | Erich Poremski    |
| Charlie        | Dick York             | Harry Wüstenhagen |
| Doc Bender     | Brian Donlevy         | Georg Gütlich     |
| Hotelpage      | Don Reardon           | Wolfgang Draeger  |
| Joe Capper     | King Donovan          | Werner Peters     |
| Manuel Arriega | Eugene Iglesias       | Rainer Brandt     |
| Maria Vidal    | Anna Kashfi           | Marion Degler     |
| Mendoza        | Victor Manuel Mendoza | Klaus Miedel      |
| Mike Adams     | James Westerfield     | Eduard Wandrey    |
| Mr. Fowler     | Vaughn Taylor         | Erich Fiedler     |
| Paul Curtis    | Richard Jaeckel       | Lutz Moik         |
| Senor Vidal    | Donald Randolph       | Friedrich Joloff  |
| Slim Barrett   | Buzz Henry            | Rainer Brandt     |